# 京都大学大学院情報学研究科
京都大学大学院情報学研究科（きょうとだいがくだいがくいんじょうほうがくけんきゅうか、英称：Graduate School of Informatics）は、京都大学に設置されている大学院であり、独立研究科の一つである。

## 概要
京都大学で1988年には情報学部構想があったが、これはもう少しのところで諸般の事情で実現されなかった。
1998年4月1日、京都大学の5つの部局（工学、理学、農学、文学、総合人間）にあった情報に関する研究分野を改組・統合することで情報学研究科が設立される。
それまでに「情報工学」「情報科学」という名の学科や研究科はあったが、「情報学」という研究科は国内初である。これには工学の枠を超えた、広い視野から情報に関する学問分野を統合し、新しい学問領域を確立することを目指す意味が込められている。
教員数は100名以上と、日本で最大規模の情報系研究科である。
研究科は知能情報学、社会情報学、先端数理科学専攻、数理工学専攻、システム科学専攻、通信情報システム専攻の6専攻から構成される。
「人間と社会へのインターフェイス」、「数理モデリング」および「情報システム」を3本柱として、自然および人工システムにおける情報に関する学問領域である情報学の研究、教育活動を行っている。
同窓会に「京都大学大学院情報学研究科同窓会」がある。

## 教育と研究

### 組織

#### 知能情報学専攻
- 脳認知科学 講座 
  - 脳情報学 分野
  - 心理情報学 分野
  - 認知情報学 分野
  - 計算論的認知神経科学 連携ユニット
- 認知システム 講座
  - 知能計算 分野
  - 集合知システム 分野
  - 会話情報学 分野
- 知能メディア 講座
  - 言語メディア 分野
  - 音声メディア 分野
  - コンピュータビジョン 分野
- メディア応用 講座（協力講座︰学術情報メディアセンター）
  - 映像メディア 分野
  - ネットワークメディア 分野
  - テキストメディア 分野
- 生命システム情報学 講座（協力講座：化学研究所）
  - バイオ情報ネットワーク 分野

#### 社会情報学専攻
- 社会情報モデル 講座
  - 分散情報システム 分野
  - ヒューマンロボットインタラクション 分野
  - ソーシャルメディア 連携ユニット
  - 情報社会論 連携ユニット
- 社会情報ネットワーク 講座
  - 広域情報ネットワーク 分野
  - 情報セキュリティ 分野[連携]
  - 市場・組織情報論 分野[連携]
- 生物圏情報学 講座
  - 生物資源情報学 分野
  - 生物環境情報学 分野
- 地域・防災情報システム学 講座（協力講座：防災研究所）
  - 総合防災システム 分野
  - 巨大災害情報システム 分野
  - 危機管理情報システム 分野
- 医療情報学 講座（協力講座：附属病院医療情報部）
- 教育情報学 講座（協力講座：学術情報メディアセンター）

#### 先端数理科学専攻
- 応用解析学 講座
- 非線形物理学 講座
  - 非線形力学 分野
  - 複雑系数理 分野
- 応用数理学　講座
  - 計算力学 分野
  - 応用数理科学 分野

#### 数理工学専攻
- 応用数学 講座
  - 数理解析 分野
  - 離散数理 分野
- システム数理 講座
  - 最適化数理 分野
  - 制御システム論 分野
  - 応用数理モデル 連携ユニット
- 数理物理学 講座
  - 物理統計学 分野
  - 力学系数理 分野
- 数理ファイナンス講座（協力講座：経済研究所）

#### システム科学専攻
- 人間機械共生系 講座
  - 機械システム制御 分野
  - ヒューマンシステム論 分野
  - 統合動的システム論 分野
  - モビリティ研究グループ 分野
- システム構成論 講座
  - 適応システム論 分野
  - 数理システム論 分野
  - 計算知能システム 連携ユニット
- システム情報論 講座
  - 情報システム 分野
  - 論理生命学 分野
  - 医用工学 分野
  - 計算神経科学 連携ユニット
- 応用情報学 講座（協力講座：学術情報メディアセンター）
  - スーパーコンピューティング 分野

#### 通信情報システム専攻
- コンピュータ工学 講座
  - コンピュータアルゴリズム 分野
  - コンピュータアーキテクチャ 分野
  - コンピュータソフトウェア 分野
- 通信システム工学 講座
  - ディジタル通信 分野
  - 伝送メディア 分野
  - 知的通信網 分野
- 集積システム工学 講座
  - 情報回路方式 分野
  - 大規模集積回路 分野
  - 超高速信号処理 分野
- 地球電波工学 講座（協力講座：生存圏研究所）
  - リモートセンシング工学 分野
  - 地球大気計測 分野

### 研究
21世紀COEプログラム
- 2002年

情報・電気・電子
- 「知識社会基盤構築のための情報学拠点形成」（情報学研究科社会情報学専攻）

グローバルCOEプログラム
- 2007年

情報、電気、電子
- 「知識循環社会のための情報学教育研究拠点」（情報学研究科社会情報学専攻）